# Voortplantingstoxiciteit
Voortplantingstoxiciteit, reproductietoxiciteit of kortweg reprotoxiciteit, is het verschijnsel dat chemische stoffen leiden tot verminderde vruchtbaarheid van man of vrouw, of tot afwijkingen in de ontwikkeling van het embryo of de foetus. De vrucht kan daardoor sterven, of het voortplantingssysteem ontwikkelt zich niet als gebruikelijk. Ook kan het gedrag worden beïnvloed waardoor het individuele voortplantingssucces terugloopt. Tevens kan de getalsmatige verhouding tussen mannetjes en vrouwtjes verschuiven waardoor het voortbestaan van de getroffen populaties onder druk kan komen te staan. Stoffen die schadelijk zijn voor de voortplanting worden reprotoxisch genoemd. Zulke schadelijke effecten kunnen overigens ook door straling en door andere organismen worden veroorzaakt, veelal doordat deze het erfelijk materiaal op specifieke plaatsen veranderen. 
De invloed op de vruchtbaarheid kan het directe gevolg zijn van een relatief grote gevoeligheid van de geslachtsorganen voor de betreffende stoffen, waardoor deze niet meer naar behoren functioneren. Stoffen die de huishouding van een of meer geslachtshormonen ontregelen kunnen een effect hebben bij zeer lage doses. Zij kunnen soms hun effect hebben in de baarmoeder door het blokkeren van de normale ontwikkeling van de geslachtsorganen of -klieren, lang voor de geboorte. Er wordt dan gesproken van embryo-foetotoxische effecten.
Er zijn perioden van de ontwikkeling waarin van kwetsbaarheid voor de reprotoxische stoffen groter is dan gemiddeld, zoals tijdens de vorming van de genitaliën in de baarmoeder en tijdens de puberteit.
Om de volksgezondheid en het milieu te beschermen, is het uitstoten, op de markt brengen en gebruiken van reprotoxische stoffen in producten gereguleerd of verboden. In de regelgeving worden reprotoxische stoffen vaak op dezelfde manier gereguleerd als kankerverwekkende en mutagene stoffen en worden dan samen aangeduid als CMR.
CMR is de Engelstalige afkorting voor dit drietal begrippen; Het staat respectievelijk voor carcinogenicity, mutagenicity en reproductive toxicity.  